# Jean-Baptiste de Pauw

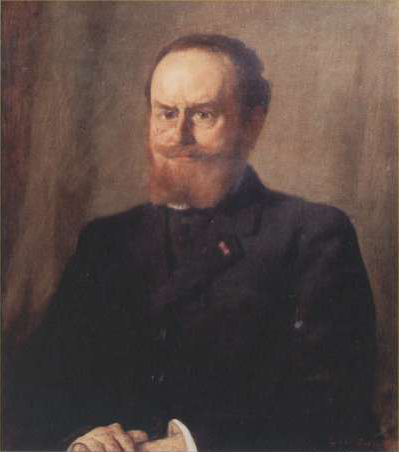
Jean-Baptiste de Pauw, Gemälde von Franz Deutmann, 1912

Jean-Baptiste de Pauw (* 30. März 1852 in Brüssel; † 10. Juni 1924 in Bussum) war ein belgischer Organist, Komponist und Musikpädagoge.

## Leben
De Pauw erhielt ersten Musikunterricht von seinem Vater und wurde 1864 zum Königlichen Konservatorium in Brüssel zugelassen, wo er unter anderem bei Alphonse Mailly studierte. 1873 wurde er Organist an der St.-Bonifatius-Kirche in Brüssel. Später wurde er Organist an der Cavaillé-Coll-Orgel im Paleis voor Volksvlijt zu Amsterdam und gab dort wöchentliche Konzerte mit dem Palastorchester und Solisten. Die Berufung nach Haarlem als Konzert- und Kirchenorganist an der reformierten Grote Kerk (1884) lehnte er wegen seiner Arbeitsbelastung ab. Nach der Auflösung des Palastorchesters 1895 gab er seine Konzerttätigkeit auf.
Bei der Gründung des Amsterdamer Konservatoriums 1884 wurde de Pauw als Dozent für Klavier und Orgel berufen. Zu seinen Schülern gehörten unter anderem Hendrik Andriessen, Willem Andriessen, Eduard van Beinum, Jacob Bijster, Cornelis de Wolf, Cor Kee und Anthon van der Horst.
In seinen jüngeren Jahren komponierte de Pauw auch eigene Werke, darunter zwei Symphonien sowie mehrere Stücke für Klavier und Orgel.

## Auszeichnungen
- Ritter des belgischen Leopoldsordens (1912)

## Werke
- La Jeune Fille und Berceuse (Lieder)
- Drei Kantaten für den Prix de Rome: La Sirène (1875), La Cloche Roeland (1877), Camoëns (1879)
- Trois Morceaux Caractéristiques (für Klavier)
- Prélude et Fugato (für Klavier)
- Quatre pièces (für Klavier und Violine, 1898)
- Rêve d’Amour (für Orgel, 1882)